# 王正誼 (1915年)
王正谊（1915年—2015年），浙江奉化人。台湾政要。行政院迁台后首任行政局局长。

## 生平
生于浙江省宁波市奉化县（今宁波市奉化区）。父亲为中华民国陆军中将王震南。祖父王贤甲，又名王云梯。王贤甲是蒋中正生母王采玉之堂兄。故王正谊是王采玉侄孙，蒋经国之表弟。
中华民国大陆时期，曾任杭州市莫干山管理局局长。1948年秋，赴武康（今德清县），出任县长，是抗日战争后国民党第二任县长，也是民国大陆时期德清的末任县长。任上主持建造了德清第一条水泥马路。
1948年，随家移居香港，寓居九龙。1951年，随家移居台湾台北。1962年，担任蒋中正机要秘书，任期至1969年，长达七年。曾担任行政院迁台后人事行政局首任局长、行政院研发委副主任，并兼任中央公务人员购置住宅辅助委员会主委。

## 弊案
王正谊曾任行政院人事行政局局長兼中央公務人員購置住宅輔助委員會主任委員，负责建造台北士林區外雙溪中央社區。因涉嫌工程舞弊案，貪污美金十三萬七千五百元。（有商人私下捐款500万元新台币，名义上作为中央大学在台复建基金。）蒋经国下令调查局收押偵辦，经過三次庭訊，判处无期徒刑。王正谊成为蒋经国上台初掌握实权后的“首办”之人，证据确凿无误:275，是为台湾反贪历史上轰动一时的“王正谊收受营造厂大额贿款弊案”。此案与当年“毛邦初案”相提并论。
王正谊因“弊案”判刑，也有认为是蒋家的内斗，特别是蒋经国和宋美龄之间的权斗，而王是牺牲品。

## 遗迹
- 今浙江省宁波市奉化区葛竹洋房，王正谊题的“明德堂”石碑[10]。